# Courtemont-Varennes
Courtemont-Varennes és un municipi francès situat al departament de l'Aisne i a la regió dels Alts de França. L'any 2007 tenia 296 habitants.

## Demografia

### Població
El 2007 la població de fet de Courtemont-Varennes era de 296 persones. Hi havia 92 famílies de les quals 16 eren unipersonals (8 homes vivint sols i 8 dones vivint soles), 28 parelles sense fills, 40 parelles amb fills i 8 famílies monoparentals amb fills.
La població ha evolucionat segons el següent gràfic:
Habitants censats

### Habitatges
El 2007 hi havia 117 habitatges, 101 eren l'habitatge principal de la família, 11 eren segones residències i 5 estaven desocupats. 115 eren cases i 1 era un apartament. Dels 101 habitatges principals, 87 estaven ocupats pels seus propietaris, 12 estaven llogats i ocupats pels llogaters i 2 estaven cedits a títol gratuït; 1 tenia una cambra, 6 en tenien tres, 26 en tenien quatre i 68 en tenien cinc o més. 81 habitatges disposaven pel capbaix d'una plaça de pàrquing. A 35 habitatges hi havia un automòbil i a 57 n'hi havia dos o més.

### Piràmide de població
La piràmide de població per edats i sexe el 2009 era:
| Homes | Edats   | Dones |
| ----- | ------- | ----- |
| 0     | 95 o +  | 4     |
| 0     | 90 a 94 | 4     |
| 0     | 85 a 89 | 4     |
| 0     | 80 a 84 | 0     |
| 8     | 75 a 79 | 16    |
| 0     | 70 a 74 | 4     |
| 4     | 65 a 69 | 8     |
| 12    | 60 a 64 | 8     |
| 4     | 55 a 59 | 0     |
| 8     | 50 a 54 | 8     |
| 8     | 45 a 49 | 16    |
| 20    | 40 a 44 | 20    |
| 12    | 35 a 39 | 12    |
| 4     | 30 a 34 | 8     |
| 16    | 25 a 29 | 8     |
| 0     | 20 a 24 | 4     |
| 28    | 15 a 19 | 4     |
| 24    | 10 a 14 | 8     |
| 4     | 5 a 9   | 8     |
| 8     | 0 a 4   | 4     |

## Economia
El 2007 la població en edat de treballar era de 189 persones, 134 eren actives i 55 eren inactives. De les 134 persones actives 117 estaven ocupades (63 homes i 54 dones) i 17 estaven aturades (11 homes i 6 dones). De les 55 persones inactives 15 estaven jubilades, 23 estaven estudiant i 17 estaven classificades com a «altres inactius».

### Ingressos
El 2009 a Courtemont-Varennes hi havia 102 unitats fiscals que integraven 270,5 persones, la mediana anual d'ingressos fiscals per persona era de 19.665 €.

### Activitats econòmiques
Dels 12 establiments que hi havia el 2007, 1 era d'una empresa extractiva, 4 d'empreses de construcció, 3 d'empreses de comerç i reparació d'automòbils, 1 d'una empresa de transport, 2 d'empreses de serveis i 1 d'una empresa classificada com a «altres activitats de serveis».
Dels 5 establiments de servei als particulars que hi havia el 2009, 1 era un taller de reparació d'automòbils i de material agrícola, 1 fusteria, 1 lampisteria, 1 empresa de construcció i 1 saló de bellesa.
L'any 2000 a Courtemont-Varennes hi havia 4 explotacions agrícoles.

## Equipaments sanitaris i escolars
El 2009 hi havia una escola maternal integrada dins d'un grup escolar amb les comunes properes formant una escola dispersa. Courtemont-Varennes disposava d'un liceu tecnològic amb 21 alumnes.

## Poblacions més properes
El següent diagrama mostra les poblacions més properes.